# Георгій Коцій
Георгій (Юрій) Коцій (лат. Georg Kociy, грец. Γεοργις Κοτξη) — відомий львівський громадський діяч, міський райця (1745—1760), бурмистр Львова (1756), книгар.
Грек за походженням. Член львівського Ставропігійського братства. 1745 р. став першим греко-католиком, обраним до міського магістрату, а в 1756 — першим греко-католиком обраним бурмистром Львова після переходу Львівської православної громади на унію з Римом в 1700 р. Це відбулося після завершення тривалого (більше 100 років) судового процесу.
1740 р. купив кам'яницю по вул. Руській, 8, після проведеної реконструкції вона набула свого сучасного вигляду.

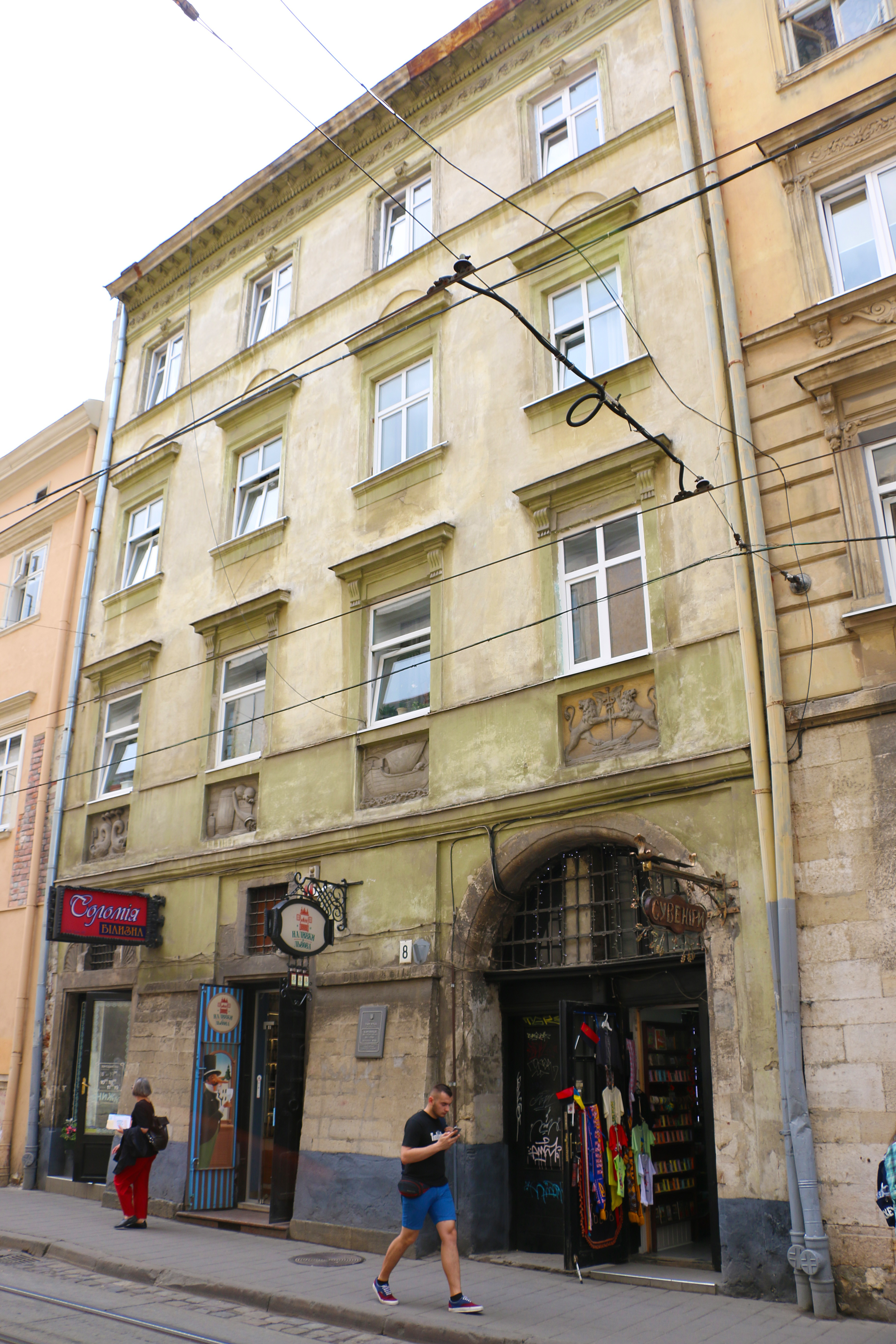
Львів, Руська 8,